# Перехил
Перехил (на испански: Perejil; неофициално на арабски: ليلة Лейла – „нощ“) е скалисто островче, разположено в Гибралтарския пролив, на 200 м от крайбрежието на Мароко и на 5 км от Сеута.
Островът принадлежи на Испания, въпреки че това се оспорва от Мароко. Испанският суверенитет над острова се обосновава с факта, че островът не се споменава в договора, даващ независимост на Мароко.

## География
- Географски координати: 35° 54' 48,11" северна ширина, 5° 25' 03,34" западна дължина.
- Размери: около 500 м на дължина и около 300 на ширина.
- Максимална височина над морското равнище: 74 м.